# Užívej si, co to jde
Užívej si, co to jde (anglicky: Whatever Works) je film scenáristy a režiséra Woodyho Allena z roku 2009. Newyorský intelektuál – v tomto případě bývalý univerzitní profesor fyziky Boris Yellnikoff (Larry David) – sžíravě komentuje společnost kolem sebe a vyznává zásadu "užívej si, co to jde". Náhodou se setká s naivní dívkou Melody (Evan Rachel Wood), která utekla do New Yorku z jižanského městečka a která mu zcela změní život. Postupně za Melody do New Yorku přicházejí její matka i otec. Všechny postavy v newyorském prostředí odkládají své problémy a nacházejí nové partnery.
Po dvou filmech natáčených v Londýně a jednom filmu z Barcelony se Allen vrátil ke svému typickému námětu. Podle kritiky film nepřináší nic nového, ale Allenovy fanoušky potěší. 

## Ocenění
Film obdržel cenu Valencijského společenství Los Premios Turia (Turia Award) za nejlepší zahraniční film.